# Jewdokija Iwanowna Lossewa

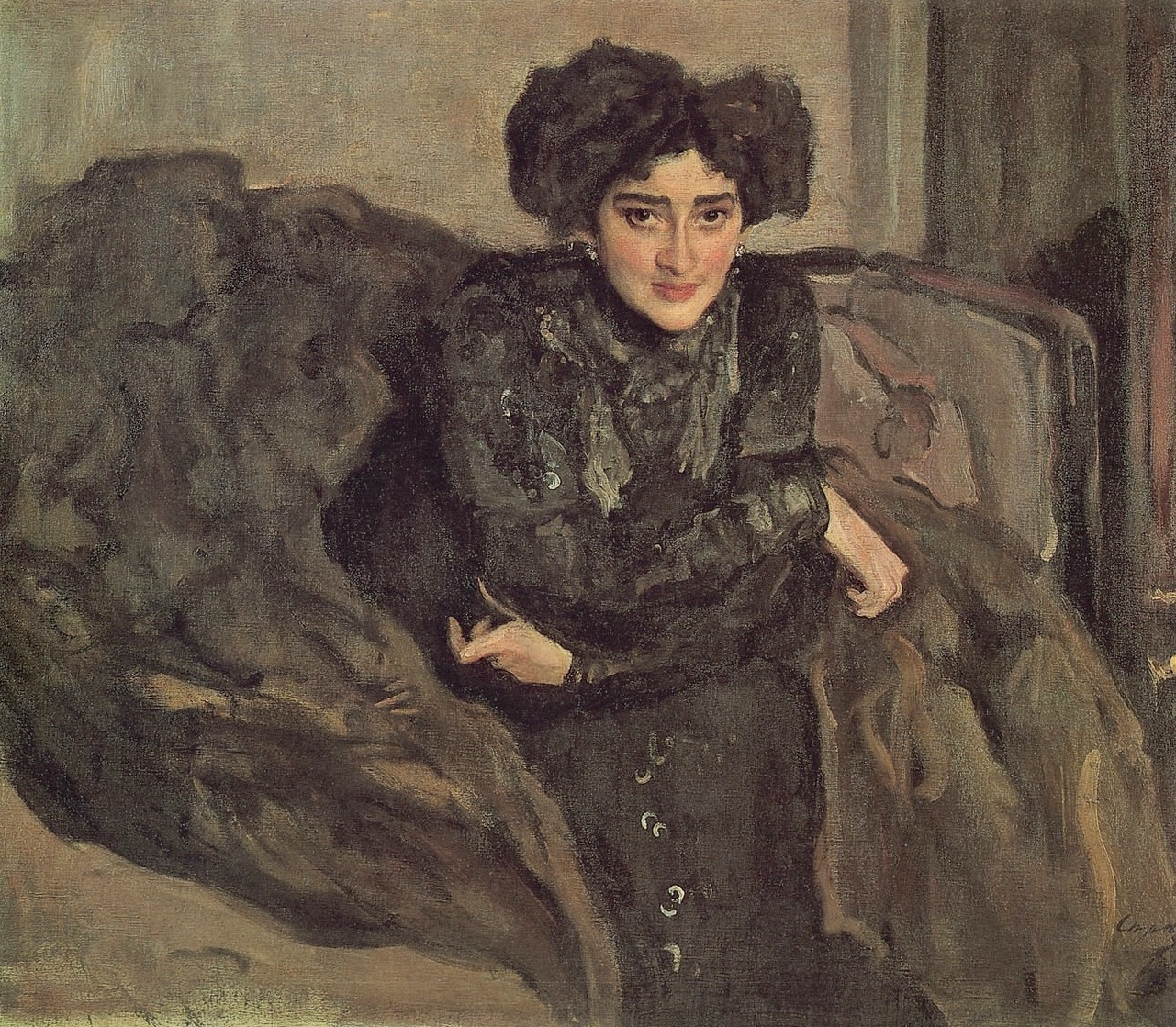
Jewdokija Iwanowna Lossewa (W. A. Serow, 1903, Tretjakow-Galerie)

Jewdokija Iwanowna Lossewa, geboren Jewdokija Iwanowna Tschischowa, (russisch Евдокия Ивановна Лосева, Geburtsname russisch Евдокия Ивановна Чижова; * 1880; † 1936) war eine russische Malerin und Sammlerin.

## Leben
Jewdokija Iwanowna stammte aus der Moskauer Adelsfamilie Tschischow. Sie heiratete den Chemiker und Militäringenieur Michail Lukitsch Lossew (1851–1912), mit dem sie drei Töchter bekam: Nina (1899–1976), Sergeja (1900–1980) und Marina (1901–1985). Gäste in ihrem Haus am Moskauer Subowski Bulwar 8 waren Konstantin Fjodorowitsch Juon, Nikolai Nikolajewitsch Ge, Alexander Alexandrowitsch Blok, Igor Sewerjanin, Georgi Iwanowitsch Tschulkow, Nikolai Alexandrowitsch Berdjajew, Michail Ossipowitsch Gerschenson, Wladislaw Felizianowitsch Chodassewitsch und Wjatscheslaw Iwanowitsch Iwanow.
Lossewa studierte an der Moskauer Hochschule für Malerei, Bildhauerei und Architektur bei K. F. Juon und nahm Stunden bei Walentin Alexandrowitsch Serow, der sie 1903 porträtierte. Lossewas Gemälde wurden im Moskauer Salon 1915, 1916 und 1917 ausgestellt und nach der Oktoberrevolution in weiteren Ausstellungen 1918, 1919 und 1921. Sie sammelte russische Malerei, wovon sie einen Teil in den 1920er Jahren in das Russische Museum gab.

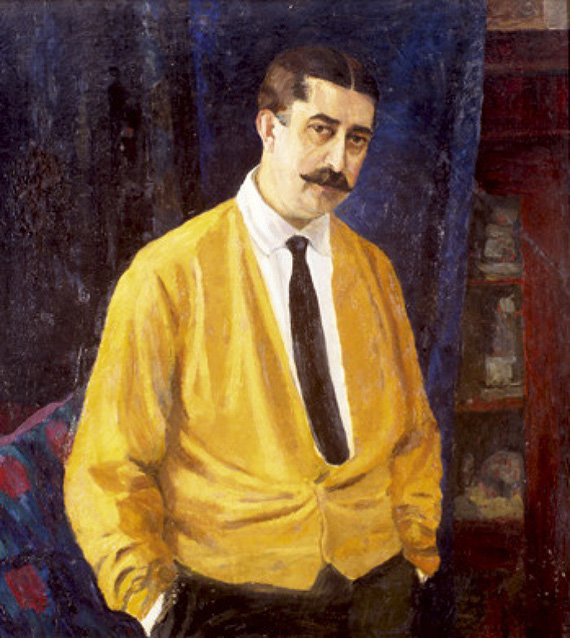
Nikolai Dmitrijewitsch Bartram (Jewdokija Iwanowna Lossewa, 1920er Jahre)

Nach dem Tode ihres Mannes heiratete sie 1912 den Künstler Nikolai Dmitrijewitsch Bartram, mit dem sie seit 1905 zusammenarbeitete und den sie als Mitstreiterin in seiner Arbeit für die Erhaltung und Entwicklung des russischen Volksspielzeugs unterstützte. Sie beteiligte sich am gesellschaftlich-politischen Leben. In den Jahren 1917 und 1918 mit Februarrevolution und Oktoberrevolution finanzierte sie die Zeitschrift Narodoprawstwo. Zusammen mit Bartram organisierte sie das Spielzeugmuseum, das 1918 in ihrer Moskauer Vierzimmerwohnung am Smolenski Bulwar eröffnet und von Bartram geleitet wurde. Die Ausstellung wurde stetig mit Objekten aus verstaatlichten Herrenhäusern ergänzt. Sie schuf das einzige Porträt Bartrams. 1925 wurde das Spielzeugmuseum mit Bartram als Direktor in dem von Domenico Gilardi erbauten Chruschtschow-Selesnjow-Herrenhaus an der Moskauer Pretschistenka untergebracht. Sie führten Kurse für künstlerisches Spielzeug durch und eröffneten 1929 dafür eine Werkstatt. 1931 erhielt das Museum seinen endgültigen Standort in Sagorsk gegenüber dem Dreifaltigkeitskloster. Lossewa war wissenschaftliche Mitarbeiterin des Museums, führte Exkursionen und erstellte Führer.